# Dånfältmätare
Dånfältmätare (Perizoma alchemillata) är en fjärilsart som beskrevs av Carl von Linné 1758. Dånfältmätare ingår i släktet Perizoma och familjen mätare. Arten är reproducerande i Sverige. Inga underarter finns listade i Catalogue of Life.

## Bildgalleri

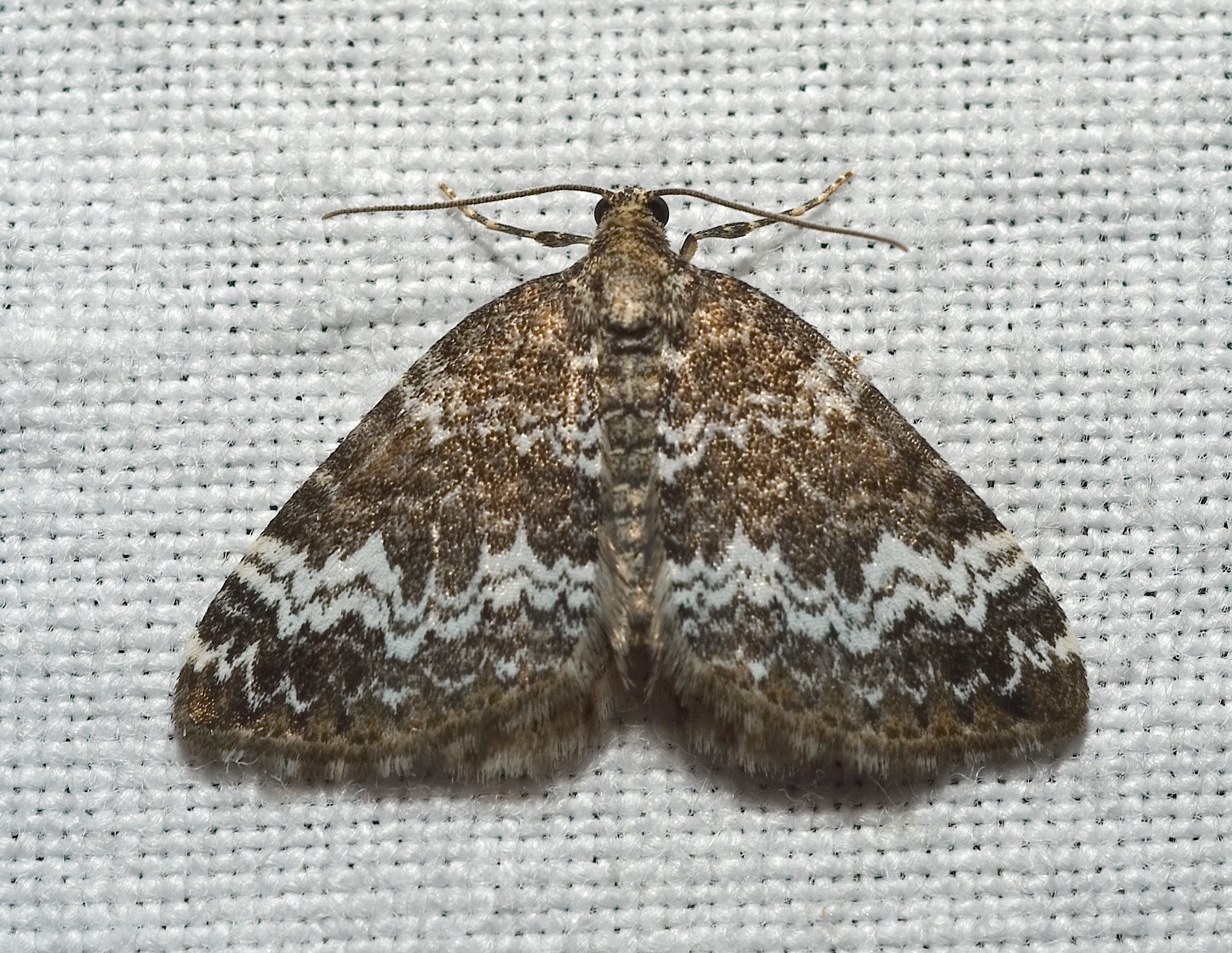